# Tony Radakin
Antony David ”Tony” Radakin, född 10 november 1965 i Oldham, Greater Manchester, är en brittisk sjöofficer (amiral).
Radakin var förste sjölord från 2019 till 2021. Från november 2021 är han Chief of the Defence Staff, Storbritanniens försvarschef.